# Dyscia hispanaria
Dyscia hispanaria är en fjärilsart som beskrevs av Pierre Millière 1867. Dyscia hispanaria ingår i släktet Dyscia och familjen mätare. Inga underarter finns listade i Catalogue of Life.